# Різел (Техас)
Різел (англ. Riesel) — місто (англ. city) в США, в окрузі Макленнан штату Техас. Населення — 1062 особи (2020).

## Географія
Різел розташований за координатами 31°28′47″ пн. ш. 96°55′54″ зх. д. / 31.47972° пн. ш. 96.93167° зх. д. (31.479664, -96.931561).  За даними Бюро перепису населення США в 2010 році місто мало площу 10,53 км², з яких 10,50 км² — суходіл та 0,04 км² — водойми.

## Демографія
Згідно з переписом 2010 року, у місті мешкало 1007 осіб у 386 домогосподарствах у складі 267 родин. Густота населення становила 96 осіб/км².  Було 443 помешкання (42/км²).
Расовий склад населення:
| - 91,6 % — білих - 0,9 % — чорних або афроамериканців - 0,8 % — корінних американців - 0,3 % — азіатів - 5,1 % — осіб інших рас |

До двох чи більше рас належало 1,4 %. Частка іспаномовних становила 8,7 % від усіх жителів.
За віковим діапазоном населення розподілялося таким чином: 27,0 % — особи молодші 18 років, 59,2 % — особи у віці 18—64 років, 13,8 % — особи у віці 65 років та старші. Медіана віку мешканця становила 37,1 року. На 100 осіб жіночої статі у місті припадало 93,3 чоловіків;  на 100 жінок у віці від 18 років та старших — 92,9 чоловіків також старших 18 років.
Середній дохід на одне домашнє господарство  становив 56 323 долари США (медіана — 47 500), а середній дохід на одну сім'ю — 65 832 долари (медіана — 60 417). За межею бідності перебувало 18,3 % осіб, у тому числі 26,1 % дітей у віці до 18 років та 12,3 % осіб у віці 65 років та старших.
Цивільне працевлаштоване населення становило 453 особи. Основні галузі зайнятості: освіта, охорона здоров'я та соціальна допомога — 27,6 %, роздрібна торгівля — 18,3 %, науковці, спеціалісти, менеджери — 11,7 %, публічна адміністрація — 8,8 %.